# Satō Hisato
Satō Hisato (sinh ngày 12 tháng 3 năm 1982) là một cầu thủ bóng đá người Nhật Bản.

## Đội tuyển bóng đá quốc gia Nhật Bản
Satō Hisato thi đấu cho đội tuyển bóng đá quốc gia Nhật Bản từ năm 2006 đến 2010.

## Thống kê sự nghiệp
| Đội tuyển bóng đá Nhật Bản | Đội tuyển bóng đá Nhật Bản | Đội tuyển bóng đá Nhật Bản |
| Năm                        | Trận                       | Bàn                        |
| -------------------------- | -------------------------- | -------------------------- |
| 2006                       | 12                         | 3                          |
| 2007                       | 7                          | 0                          |
| 2008                       | 6                          | 0                          |
| 2009                       | 3                          | 1                          |
| 2010                       | 3                          | 0                          |
| Tổng cộng                  | 31                         | 4                          |